# Follow God
"Follow God" é uma música do cantor americano Kanye West, de seu nono álbum de estúdio Jesus Is King (2019). Foi lançada em 12 de novembro de 2019. É a terceira faixa do álbum. A música foi escrita pelo próprio Kanye West, Jahmal Gwin, Bryant Bell, Aaron Butts, Calvin Eubanks e Curtis Eubanks e produzida por West, Xcelence e Boogz.

## Lançamento e promoção
"Follow God" foi lançado em 25 de outubro de 2019, como a terceira faixa do nono álbum de estúdio de West, Jesus Is King. Um lyric vídeo foi lançado oficialmente para a música em 26 de outubro. O Sunday Service, em 1 de novembro de 2019, o grupo de rap gospel do West apresentou a música.

## Desempenho comercial

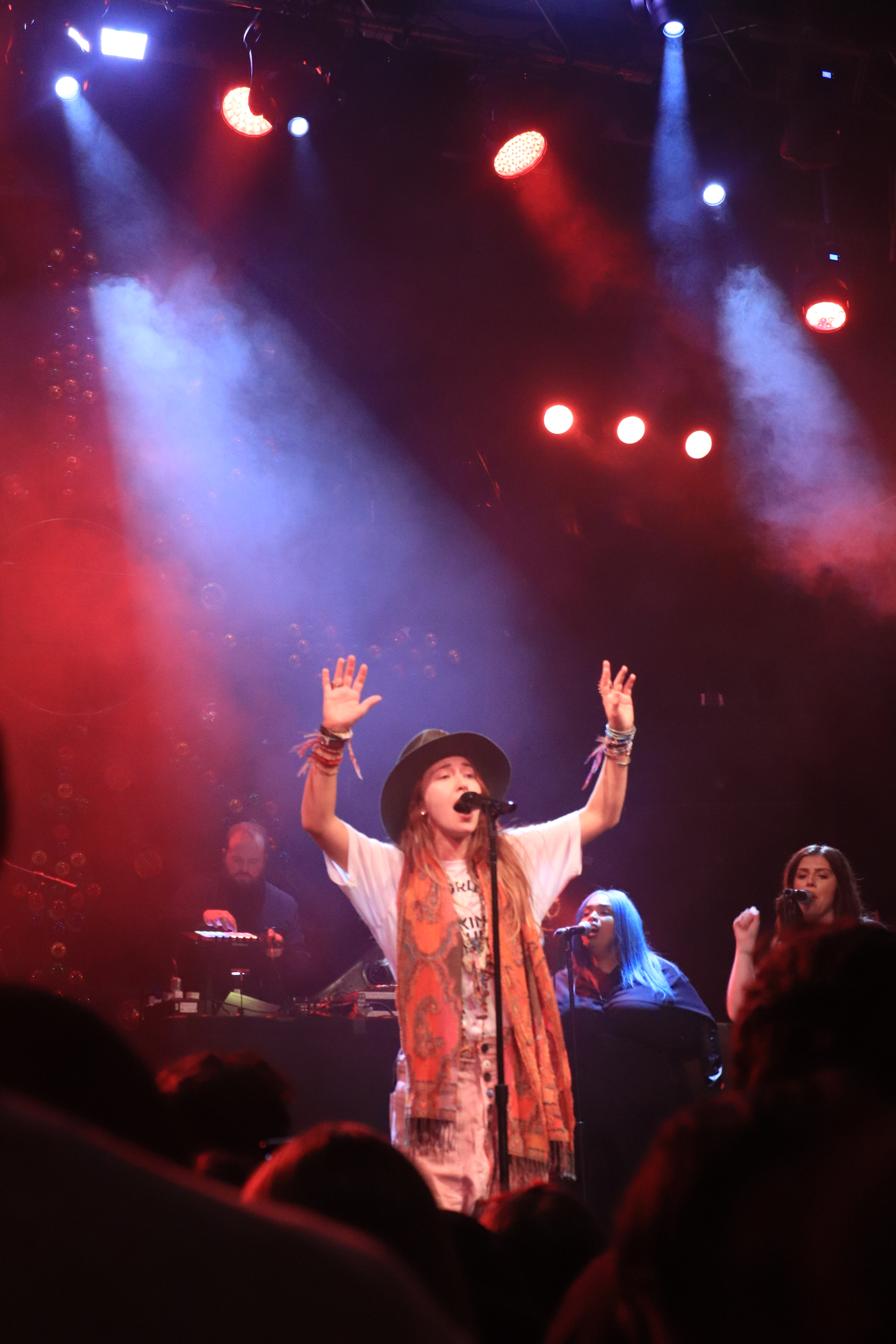
Lauren Daigle's concert in Joy Eslava, Madrid, 2019

"Follow God" estreou no número sete na Billboard Hot 100 dos EUA após o lançamento de Jesus Is King como estreia na semana, ficando atrás do single "Lose You to Love Me" da cantora americana Selena Gomez como número um como a segunda entrada mais alta entre os dez primeiros e a seguir na faixa "Mixed Personalities", do YNW Melly, como a segunda música, incluindo West, nas paradas do Hot 100 em 2019. Esta foi a 18ª faixa de West a chegar ao top 10 da parada, embora tenha marcado sua oitava estreia entre os dez primeiros, e sua primeira desde a colaboração de Lil Pump "I Love It", alcançando o número seis em 2018.  O 18º lugar entre os dez primeiros de West o empatou com Ludacris pela quinta vez entre os rappers. A música entrou no número dois na parada de streaming de músicas dos EUA com 34 milhões de streams e estreou no número 13 na parada de Billboard Digital Songs dos EUA, vendendo 8.000 cópias digitais.

## Créditos e pessoal
- Compositor - Kanye West, Aaron Butts, Bryant Bell, Calvin Eubanks, Curtis Eubanks, Jahmal Gwin
- Produção - Oeste, BoogzDaBeast, Xcelence